# Річард Торп
Річард Торп (англ. Richard Thorpe; 24 лютого 1896, Гатчинсон, Канзас, США — 1 травня 1991, Палм-Спрінгс, Каліфорнія, США) — американський кінорежисер, сценарист і актор.
Почав свою кар'єру в мистецтві, виступаючи в водевілях і на театральній сцені. З 1921 року як актор знімався в кіно. У 1923 році виступив режисером свого першого німого фільму.
З 1930 року працював на студії Chesterfield Pictures, потім на Metro-Goldwyn-Mayer.
У 1967 році пішов з кіноіндустрії. Всього зняв більше ста восемьдесяти фільмів, в тому числі драми, комедії, вестерни, мелодрами, костюмовані та пригодницькі фільми, а також кілька фільмів із серії про пригоди Тарзана.

## Фільмографія
- 1951 — Великий Карузо / The Great Caruso
- 1962 — Як підкорили Захід / How the West Was Won